# Incendie du théâtre des Arts de Rouen
L'incendie du théâtre des Arts de Rouen est un incendie mortel qui se produisit le 25 avril 1876.

## L'incendie
L'incendie du théâtre des Arts de Rouen se déclencha vers 19h15 avant le commencement d’une représentation (on devait jouer Hamlet, d’Ambroise Thomas). Un jet de gaz communiqua le feu au « manteau d'arlequin », sur le devant de la scène, il détruisit de fond en comble la vieille salle du théâtre des Arts, faisant de nombreuses victimes, presque exactement, un siècle, jour pour jour, après son ouverture.

## Monument aux morts
Un monument a été érigé au cimetière monumental de Rouen en mémoire des victimes de l'incendie. Le monument constitué d'un obélisque tronqué orné d'une lyre, financé par une soirée caritative donnée le 14 avril 1888, a été inauguré le 29 avril 1888 par Maurice Lebon, maire de Rouen,. Sur une de ses faces sont inscrits les noms des victimes : François Desmarest (chef des chœurs), Ernest Louis Mahieu (habilleur), Charles-Michel Depoix (aide costumier), Léopold Félix Godet, Julien Félix Letourneur, Alphonse Louis Kluge, Charles Louis Desaunette, Étienne Charles François (soldats au 4e de ligne, figurants).

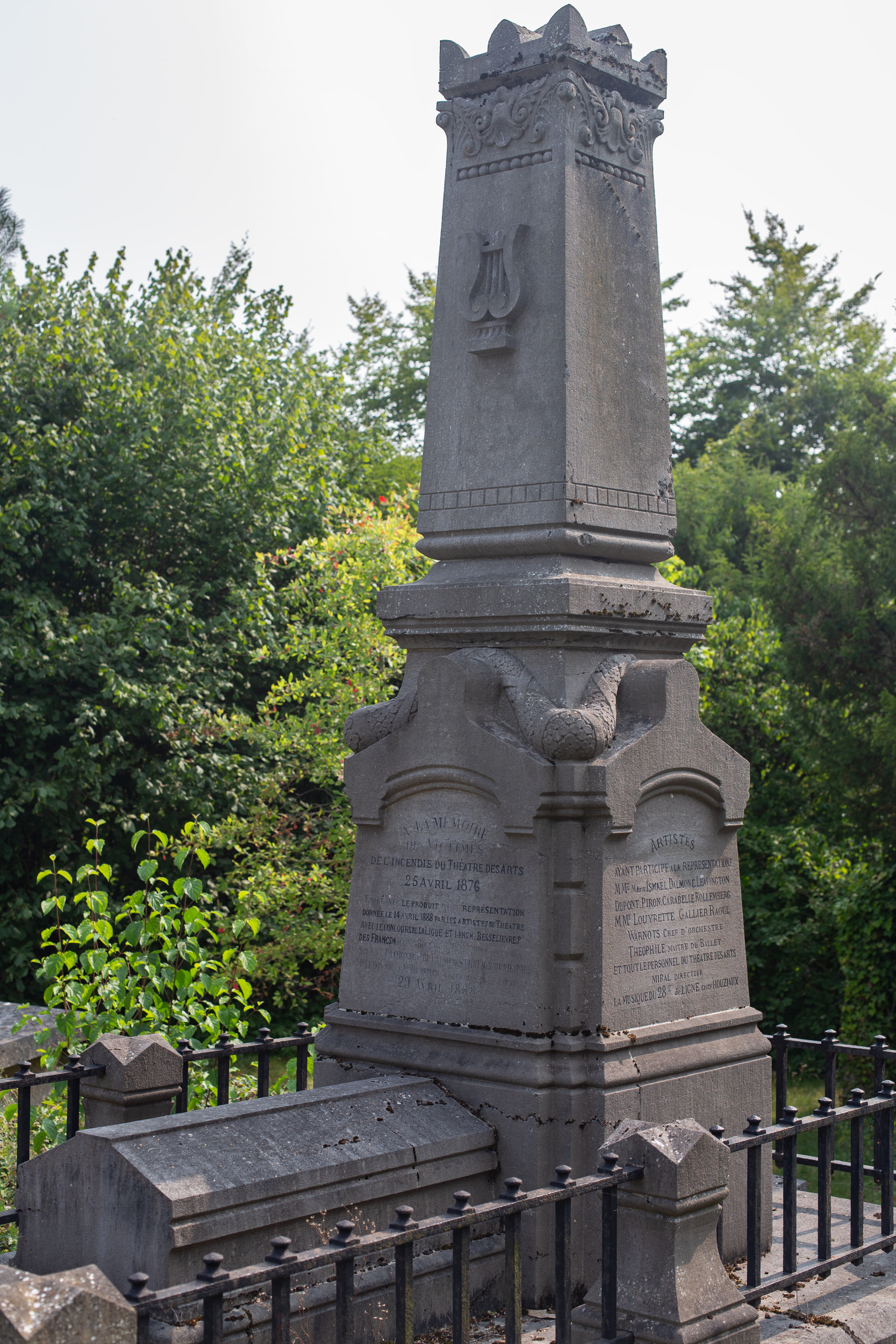
Monument aux victimes de l'incendie du théâtre des Arts.